# Tube utérin
 (janvier 2013).

Appareil reproducteur interne de la femme

Les tubes utérins ou salpinx, anciennement appelés trompes utérines ou trompes de Fallope, sont l’une des parties constituantes de l'appareil génital féminin. Ce sont deux conduits symétriques qui relient chaque ovaire à l’utérus. Leur rôle est indispensable dans le processus de reproduction. Après l’ovulation, ils transportent l’ovocyte dans leur tiers externe et permettent sa rencontre avec les spermatozoïdes. Ils assurent le déplacement de l’œuf vers la cavité utérine après sa fécondation. 
On doit leur découverte au chirurgien et anatomiste italien Gabriele Falloppio ou Falloppia (1523-1562), dont le nom francisé, Gabriel Fallope, a donné son nom aux trompes.

## Description
Les tubes utérins sont constitués extérieurement d'une couche séreuse, le mésosalpinx, se prolongeant jusqu'au péritoine, et d'une couche musculaire lisse, le myosalpinx, qui de par ses fortes capacités contractiles, permettant le déplacement du tube, joue un rôle essentiel dans la migration de l'embryon vers la cavité utérine, dans le transport des spermatozoïdes, et dans le reflux menstruel. C'est cette capacité motile qui permet aux tubes de se placer en regard des ovaires. 
La muqueuse interne est un épithélium cylindrique simple, l'endosalpinx, doté de cellules ciliées. Les cils participent à la motilité des tubes et au sens à adopter en fonction du moment du cycle.  L'endosalpinx a également une activité sécrétoire dépendante des hormones ovariennes ce qui permet d'adapter la sécrétion aux besoins de l'embryon.

## Anatomie humaine
Ils sont situés de part et d'autre de l'utérus, dans le ligament large, et sont composés de quatre segments, qui sont, du plus latéral au plus médial :
- l'infundibulum tubaire ou pavillon, partie la plus mobile de l'ensemble, en forme d'entonnoir bordé de franges recouvrant l'extrémité tubaire de l'ovaire, et au fond duquel on décrit l'orifice tubaire. Le péritoine s'arrête autour de l'infundibulum. Le pavillon permet la captation des ovocytes ;
- l'ampoule qui est une partie renflée et qui est le lieu de la fécondation ;
- l'isthme qui est la zone comprise entre l'ampoule et la jonction avec l'utérus ;
- le segment utérin ou portion interstitielle, inclus dans la paroi utérine, et qui s'ouvre dans la cavité utérine par l'ostium.

Leur longueur totale est comprise entre 10 et 14 cm, pour un calibre variant de 0,5 à 8 mm en fonction des portions.

### Moyens de fixité
Les tubes utérins sont reliés à l'utérus, organe mobile, mais également aux ovaires via le ligament infundibulo-ovarique. Enfin, ils sont englobés par la partie du ligament large appelé méso-salpinx.

### Rapports anatomiques
Les rapports principaux se font surtout avec l'utérus et l'ovaire homolatéral, les anses grêles au-dessus. Du côté droit, le tube est en rapport avec le cæco-appendice, du côté gauche avec le côlon sigmoïde.
Dans le mesosalpinx, les tubes sont en rapport avec les arcades vasculaires infra-tubaires, les nerfs du tube et des reliquats embryonnaires.

### Vascularisation
La vascularisation artérielle du tube utérin est réalisée par deux artères :
- l'artère ovarienne, collatérale de l'artère aorte, qui donnera un rameau tubaire latéral ;
- l'artère utérine, collatérale de l'artère iliaque interne, qui donnera un rameau pour le fundus utérin et un rameau tubaire médial.

Ces deux rameaux s'anastomoseront au niveau de l'artère tubaire moyenne, créant l'arcade infra-tubaire, qui elle-même s'anastomosera au plexus artériel ovarien, créant ainsi un réseau anastomotique artériel très riche.
La vascularisation veineuse est réalisée par des arcades veineuses infra-tubaires, superposables à arcade artérielle infra-tubaire, qui se draineront dans les veines ovariennes et utérines
Le drainage lymphatique est double, en direction des axes iliaques internes et externes, mais également en direction des lymphatiques ovariens qui gagnent ensuite la région lombaire.

## Physiologie tubaire
L'ovulation se produit dans la cavité abdominale. L'ovule est libérée dans l'abdomen. La captation de l'ovule par le tube nécessite des mouvements ampulaires d'aspiration. L'ampoule tubaire est la partie la plus importante du tube puisqu'elle assure le captage de l'ovule et la fécondation se produit dans l'ampoule. L’œuf reste quelques jours dans l'ampoule, ensuite est transporté par celle ci (mouvement ciliaire de l'épithélium tubaire) dans la cavité utérine ou il s'implante dans l'endomètre sept jours après la fécondation.

## Pathologie
L'altération de l'épithélium tubaire, donc de son fonctionnement pour le transport ovulaire dans la cavité utérine, par une infection génitale haute (majoritairement une infection sexuellement transmissible), le tabac, une malformation ou une séquelle chirurgicale est responsable de grossesse extra-utérine tubaire.